# Wolfenstein (Gemeinde Echsenbach)
Wolfenstein ist eine Ortschaft und eine Katastralgemeinde der Gemeinde Echsenbach im Bezirk Zwettl in Niederösterreich.

## Geschichte
Laut Adressbuch von Österreich waren im Jahr 1938 in Wolfenstein ein Gemischtwarenhändler, ein Schmied, ein Schneider, ein Viehhändler und ein Landwirt mit Direktvertrieb ansässig.

## Siedlungsentwicklung
Zum Jahreswechsel 1979/1980 befanden sich in der Katastralgemeinde Wolfenstein insgesamt 32 Bauflächen mit 15.938 m² und 25 Gärten auf 13.642 m², 1989/1990 gab es 38 Bauflächen. 1999/2000 war die Zahl der Bauflächen auf 96 angewachsen und 2009/2010 bestanden 46 Gebäude auf 97 Bauflächen.

## Bodennutzung
Die Katastralgemeinde ist landwirtschaftlich geprägt. 217 Hektar wurden zum Jahreswechsel 1979/1980 landwirtschaftlich genutzt und 57 Hektar waren forstwirtschaftlich geführte Waldflächen. 1999/2000 wurde auf 217 Hektar Landwirtschaft betrieben und 57 Hektar waren als forstwirtschaftlich genutzte Flächen ausgewiesen. Ende 2018 waren 200 Hektar als landwirtschaftliche Flächen genutzt und Forstwirtschaft wurde auf 57 Hektar betrieben. Die durchschnittliche Bodenklimazahl von Wolfenstein beträgt 29,7 (Stand 2010).